# Lee Barnes
Pour les articles homonymes, voir Barnes.
Lee Stratford Barnes (né le 16 juillet 1906 à Salt Lake City – mort le 28 décembre 1970 à Oxnard) était un athlète américain, spécialiste du saut à la perche.
Il obtient la médaille d'or lors des Jeux de Paris en 1924.
Selon Robert Osbourn, il a été le seul cascadeur pour Buster Keaton (qui réalisait lui-même ses cascades) : il saute à la perche dans le film muet College.

## Liens externes

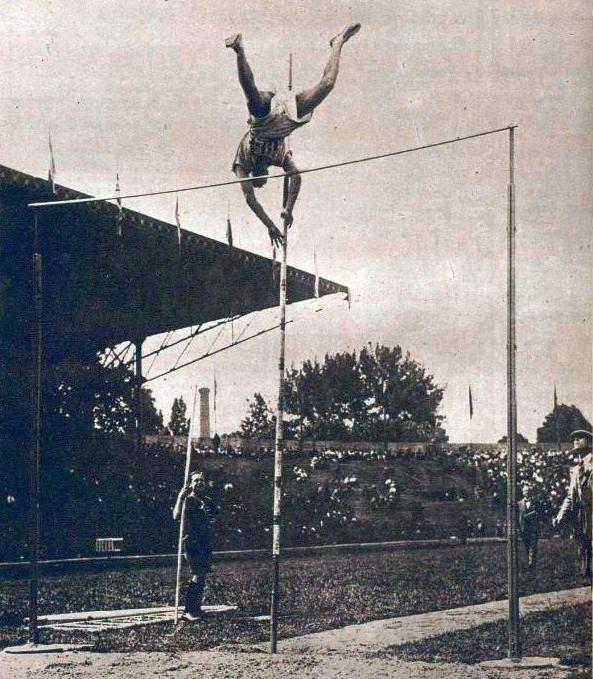
Lee Barnes, champion olympique du saut à la perche en 1924.